# Llywelyn ap Seisyll
Llywelyn ap Seisyll, död 1023, var en walesisk regent. Han var kung av Gwynedd mellan 1023 och 1039.